# Lathuile
Lathuile és un municipi francès situat al departament de l'Alta Savoia i a la regió d'Alvèrnia-Roine-Alps.

## Demografia

### Població
El 2007 la població de fet de Lathuile era de 927 persones. Hi havia 366 famílies de les quals 82 eren unipersonals (55 homes vivint sols i 27 dones vivint soles), 129 parelles sense fills, 132 parelles amb fills i 23 famílies monoparentals amb fills.
La població ha evolucionat segons el següent gràfic:
Habitants censats

### Habitatges
El 2007 hi havia 486 habitatges, 375 eren l'habitatge principal de la família, 82 eren segones residències i 29 estaven desocupats. 375 eren cases i 110 eren apartaments. Dels 375 habitatges principals, 295 estaven ocupats pels seus propietaris, 62 estaven llogats i ocupats pels llogaters i 18 estaven cedits a títol gratuït; 2 tenien una cambra, 34 en tenien dues, 50 en tenien tres, 81 en tenien quatre i 208 en tenien cinc o més. 351 habitatges disposaven pel capbaix d'una plaça de pàrquing. A 138 habitatges hi havia un automòbil i a 221 n'hi havia dos o més.

### Piràmide de població
La piràmide de població per edats i sexe el 2009 era:
| Homes | Edats   | Dones |
| ----- | ------- | ----- |
| 0     | 95 o +  | 0     |
| 4     | 90 a 94 | 4     |
| 0     | 85 a 89 | 8     |
| 4     | 80 a 84 | 8     |
| 16    | 75 a 79 | 16    |
| 16    | 70 a 74 | 16    |
| 8     | 65 a 69 | 12    |
| 16    | 60 a 64 | 4     |
| 32    | 55 a 59 | 8     |
| 28    | 50 a 54 | 40    |
| 24    | 45 a 49 | 28    |
| 32    | 40 a 44 | 28    |
| 36    | 35 a 39 | 12    |
| 16    | 30 a 34 | 28    |
| 36    | 25 a 29 | 24    |
| 24    | 20 a 24 | 8     |
| 32    | 15 a 19 | 16    |
| 36    | 10 a 14 | 16    |
| 28    | 5 a 9   | 16    |
| 20    | 0 a 4   | 12    |

## Economia
El 2007 la població en edat de treballar era de 635 persones, 461 eren actives i 174 eren inactives. De les 461 persones actives 440 estaven ocupades (246 homes i 194 dones) i 22 estaven aturades (13 homes i 9 dones). De les 174 persones inactives 68 estaven jubilades, 53 estaven estudiant i 53 estaven classificades com a «altres inactius».

### Ingressos
El 2009 a Lathuile hi havia 379 unitats fiscals que integraven 951,5 persones, la mediana anual d'ingressos fiscals per persona era de 22.189 €.

### Activitats econòmiques
Dels 67 establiments que hi havia el 2007, 2 eren d'empreses alimentàries, 5 d'empreses de fabricació d'altres productes industrials, 10 d'empreses de construcció, 7 d'empreses de comerç i reparació d'automòbils, 2 d'empreses de transport, 12 d'empreses d'hostatgeria i restauració, 3 d'empreses d'informació i comunicació, 1 d'una empresa financera, 8 d'empreses immobiliàries, 10 d'empreses de serveis, 4 d'entitats de l'administració pública i 3 d'empreses classificades com a «altres activitats de serveis».
Dels 13 establiments de servei als particulars que hi havia el 2009, 1 era un taller de reparació d'automòbils i de material agrícola, 1 taller d'inspecció tècnica de vehicles, 1 paleta, 2 guixaires pintors, 2 fusteries, 1 lampisteria, 1 perruqueria, 3 restaurants i 1 saló de bellesa.
L'any 2000 a Lathuile hi havia 8 explotacions agrícoles.

## Equipaments sanitaris i escolars
El 2009 hi havia una escola elemental.

## Poblacions més properes
El següent diagrama mostra les poblacions més properes.